# Lupkovics Dóra
Lupkovics Dóra (Szeged, 1993. január 30. –) magyar tőrvívó. Jelenleg a Bp. Honvéd versenyzője.

## Sportpályafutása
A kadett Európa-bajnokságokon 2007-ben 10., 2009-ben 7., 2010-ben 8. volt egyéniben. Csapatban 2008-ban 4., 2009-ben második, 2010-ben 7. lett. A kadett vb-n 2008-ban ötödik, 2010-ben harmadik lett egyéniben. 2010-ben nyolcadik volt csapatban. A 2009-es junior Eb-n csapatban ötödik helyezést ért el. A 2010-es I. nyári ifjúsági olimpiai játékokon női tőrvívásban bronzérmet szerzett. Ez volt az ifjúsági olimpiai játékokon szerzett első magyar érem. Ugyanitt a vegyes csapatban hatodik volt.
A 2012-ben, Porečben rendezett junior Európa-bajnokságon 13. helyezett lett, csapatban 5. volt.
A 2015-ös univrsiadén egyéniben 21., csapatban 9. volt. 2016-ban az Európa-bajnokságon egyéniben 25., csapatban (Mohamed Aida, Knapek Edina, Kreiss Fanni) negyedik lett. A 2016-os világbajnokságon hatodik volt csapatban (Mohamed, Kreiss, Varga Gabriella).
A 2017-es Európa-bajnokságon egyéniben 18., csapatban (Kreiss, Mohamed, Knapek) negyedik volt. A 2017-es lipcsei világbajnokságon egyéniben a 64 között esett ki. Csapatban (Kreiss, Mohamed, Knapek) kilencedik volt. A 2017-es universiadén egyéniben a 16-ig jutott, csapatban (Kondricz Kata, Kreiss, Balogh Orsolya) negyedik lett. A 2018-as Eb-n a főtábla első fordulójába kiesett. Csapatban (Kreiss, Mohamed, Szalai Szonja) hatodik helyezést ért el. A világbajnokságon hetvenedik lett. Csapatban (Kreiss, Mohamed, Kondricz) tizenegyedik helyezést ért el. A következő évben 39. volt az EB-n. Csapatban (Kreiss, Kondricz, Pásztor Flóra) ötödik lett. A világbajnokságon 59.-ként zárt. Csapatban (Kreiss, Mohamed, Kondricz) tizedik helyezést szerzett. A 2020-as kazanyi világkupán a női párbajtőrcsapat (Kreiss Fanni, Kondricz Kata, Pásztor Flóra) tagjaként olimpiai kvótát szerzett, azonban a Magyar Olimpiai Bizottság későbbi döntése értelmében Mohamed Aida utazott helyette a csapat tagjaként az ötkarikás játékokra. 2022 novemberében bokaműtéten esett át.
A 2022-es Európa, bajnokságon csapatban (Kondricz, Pásztor, Pöltz Anna) hetedik lett. A 2023-as Európa-bajnokságon a 23. helyen végzett.

## Eredményei
- Magyar bajnokság
  - Egyéni: 3. (2014, 2022, 2024), 8. (2008), 9. (2008), 10. (2011), 22. (2009), 23. (2010), 29. (2007)
  - Csapat: 1. (2014, 2016, 2024), 2. (2015, 2022, 2025), 3. (2017, 2018, 2019), 4. (2009, 2011), 5. (2010), 9. (2008),

## Díjai, elismerései
- A Köztársaság elnökének díszoklevele éremmel (2010)